# Meitnérium
A meitnérium a periódusos rendszer egy kémiai eleme.
Vegyjele Mt, rendszáma 109.
A meitnérium szintetikus elem; legstabilabb izotópja a Mt-278. Feltételezett felezési ideje 30 perc.

## Magyar írásmódjáról
A Magyar Tudományos Akadémia által 2019. július 24-én kiadott ajánlásban javasolt meitnérium név felülírta a 2008-ban publikált magyar nyelvű szervetlen kémiai nevezéktanban található meitnerium változatot, hasonlóan a bohrium (korábban borium) és a raderfordium (korábban radzerfordium) nevéhez, és összhangban az ‑ium előtti szótag hosszúságára vonatkozó, régóta ismert és utóbb felfedezett elemek nevében is meglévő tendenciával (pl. lítium, kálium; röntgénium, kopernícium), s ami több más nyelvben is tükröződik (például francia meitnérium, portugál meitnério, észt meitneerium). A 2019-ben központilag előállított, minden magyar középiskolába 2019. augusztus végén kerülő fali periódusos rendszerben még a meitnerium név szerepelt.

## Felfedezése
Először 1982. augusztus 29-én szintetizálta egy Peter Armbruster és Gottfried Münzenberg irányítása alatt álló német kutatócsoport Darmstadtban. Bizmut-209 et ütköztettek vas-58-cal, és egyetlen meitnérium-266 izotópot figyeltek meg.
{\displaystyle \,_{83}^{209}\mathrm {Bi} +\,_{26}^{58}\mathrm {Fe} \,\to \ \,_{109}^{266}\mathrm {Mt} +\,_{0}^{1}\mathrm {n} }

## Elnevezése
A 109-es elemet eka-irídiumként ismerték; mai nevét 1997-ben Lise Meitner osztrák fizikus tiszteletére kapta.

## Elektronszerkezet

Bohr-modell: 2, 8, 18, 32, 32, 15, 2
Kvantummechanikai modell: 1s²2s²2p63s²3p64s²3d10
4p65s²4d105p66s²4f145d10
6p67s²5f146d7